# Fiat Grande Panda
La Fiat Grande Panda è un'autovettura prodotta dalla casa automobilistica italiana FIAT, presentata in anteprima il 14 giugno 2024 e successivamente al pubblico in un evento stampa al Lingotto l'11 luglio 2024 in occasione della celebrazione dei 125 anni della casa.

## Contesto e debutto
La Grande Panda è un crossover compatto di segmento B, destinato inizialmente solo al mercato europeo e in seguito a quello globale. È inoltre la prima autovettura proposta in Europa e in tale segmento, che nella gamma del costruttore torinese era rimasto vuoto dopo il pensionamento della Punto avvenuto nel 2018. Con una lunghezza di circa quattro metri (3,99 m per l'esattezza), la Grande Panda è notevolmente più lunga della Panda, che rimane comunque in produzione e alla quale va ad affiancarsi.
La Grande Panda adotta un design retro-futuristico, anticipato dalla Fiat Concept City Car presentata nel febbraio 2024, che si rifà alla prima generazione dello storico modello. Il nome del modello è impresso sui lamierati delle portiere e sul portellone.
Il cruscotto della Grande Panda è ovale e si ispira alla pista sul tetto dello stabilimento Fiat del Lingotto. Include due schermi: da un lato un display da 10 pollici (di serie) che funge da quadro strumenti e dall'altro un touchscreen nella consolle centrale con una diagonale di 10,25 pollici (optional) per il sistema di infotainment. Sul bordo di questo touchscreen c'è la sagoma della prima generazione della Panda. Sul cruscotto sono presenti diversi vani portaoggetti per un totale di 13 litri. Il bagagliaio ha una capienza di 361 litri.

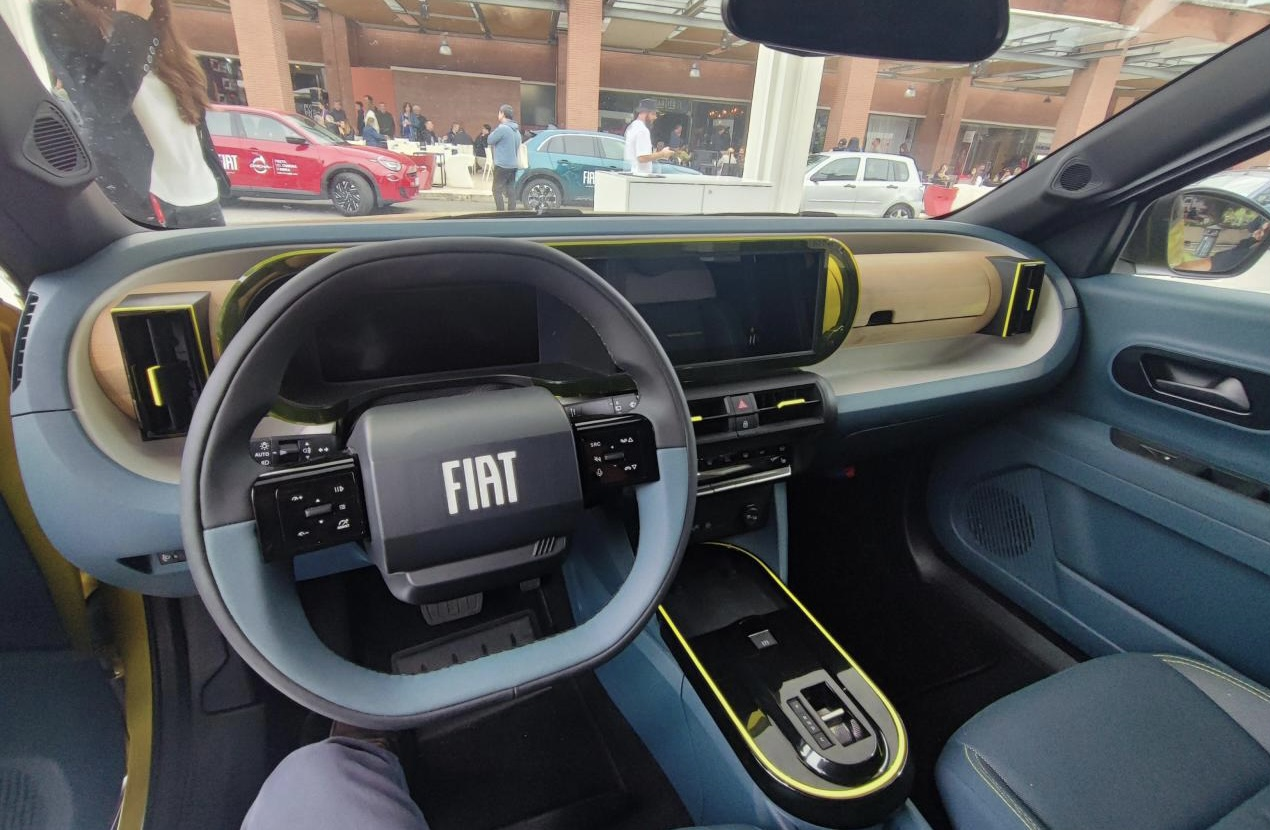
Interni

## Descrizione
Disponibile al lancio in un'unica motorizzazione elettrica, è costruita sulla piattaforma PSA CMP nella declinazione Smart Car, sviluppata per vari modelli del gruppo destinati ai mercati emergenti. È la prima FIAT realizzata su questa piattaforma.
Commercializzata come Fiat Grande Panda, è basata sulla meccanica condivisa con la Citroën C3 di quarta generazione e l'Opel Frontera con propulsori ibridi ed elettrici, andando ad affiancare la Panda di terza generazione.
La versione elettrica è dotata di un motore anteriore da 400 V prodotto dalla Emotors (realizzato in Francia nel sito di Trémery-Metz dalla joint venture tra Stellantis e la Nidec Leroy-Somer), abbinato a una batteria agli ioni di litio. Ha una potenza massima di 83 kW (113 CV) e utilizza una batteria al litio ferro fosfato da 44 kWh. Secondo il ciclo WLTP l'autonomia è di 320 km. Per la prima volta su un'auto elettrica, la Grande Panda utilizza un cavo di ricarica non removibile.
Come per la C3, anche la Grande Panda è disponibile, in alternativa, con il nuovo propulsore ibrido da 1.2 litri, Turbo Hybrid (benzina/elettrico) da 110 CV, denominato T-Gen 3. 
| Versione           | Motore                                       | Cilindrata cm³ | Potenza kW (CV) | Coppia max Nm | Trazione  | Cambio/Nº rapporti                            | Emissioni CO2 (g/km) | 0–100 km/h (secondi) | Velocità max (km/h) | Consumo medio (ciclo WLTP) | Consumo medio (ciclo WLTP) | Anni di produzione |
| Versione           | Motore                                       | Cilindrata cm³ | Potenza kW (CV) | Coppia max Nm | Trazione  | Cambio/Nº rapporti                            | Emissioni CO2 (g/km) | 0–100 km/h (secondi) | Velocità max (km/h) | l/100 km                   | kW/100 km                  | Anni di produzione |
| ------------------ | -------------------------------------------- | -------------- | --------------- | ------------- | --------- | --------------------------------------------- | -------------------- | -------------------- | ------------------- | -------------------------- | -------------------------- | ------------------ |
| 1.2 T-Gen 3 Hybrid | benzina/elettrico Turbo, 3 cilindri in linea | 1199           | 74 (110)        | 205           | Anteriore | automatico a doppia frizione a 6 rapporti DCT | 123                  | 10,0                 | 160                 | 5,4                        | —                          | dal 03/2025        |
| Elettrica          | Elettrico, sincrono a magneti permanenti     | —              | 83 (113)        | 122           | Anteriore |                                               | —                    | 11,0–11,5            | 132                 | —                          | 17,4                       | dal 03/2025        |